# Língua raute
Raute é uma língua Tibeto-Birmanesa falada no Nepal por cerca de 400 pessoas do povo Raure

## Geografia
O Raute é falado nos distritos de Dadeldhura e Surkhet no sudoeste do Nepal. Seus falantes, os Rautes]], são tradicionalmente nômades, embora fortemente encorajados pelo governo nepalês a se estabelecerem[3]. .

## Classificação interne
Rautyé constitui com Raji e Rawat as línguas Raji-Rautyé, um grupo da família tibeto-birmanesa . 